# أموكر (أسول)
أموكر هي إحدى مشيخات المملكة المغربية، تتبع جغرافيا لإقليم تنغير وإداريًا لأسول. يقدر عدد سكانها بـ 3473 نسمة حسب الإحصاء الرسمي للسكان والسكنى لسنة 2004.